# Kepler-49
 (juin 2025).
Désignations
Kepler-49 est une naine rouge située dans la constellation du Cygne, à environ 311,22 parsecs de la Terre.

## Caractéristiques physiques
Cette étoile est de type spectral M1 V.
Sa température effective est d'environ 4252 K.
Sa masse est estimée à 0,55 fois celle du Soleil.
Son rayon est d'environ 0,56 fois celui du Soleil.
Sa luminosité est d'environ 0,07 fois celle du Soleil.

## Observation
Ses coordonnées célestes sont : ascension droite 19h 29m 10,68s, déclinaison +40° 35′ 30,52″.

## Système planétaire
| Planète     | Masse   | Demi-grand axe (ua) | Période orbitale (jours) | Excentricité | Inclinaison | Rayon   |
| ----------- | ------- | ------------------- | ------------------------ | ------------ | ----------- | ------- |
| Kepler-49 b | 0,03 MJ | 0,06                | 7,20                     | 0,000        | 89,90°      | 0,23 RJ |
| Kepler-49 c | 0,03 MJ | 0,08                | 10,91                    | 0,008        | 88,68°      | 0,22 RJ |
| Kepler-49 d | 0,74 MJ | 0,03                | 2,58                     | 0,000        | 89,14°      | 0,14 RJ |
| Kepler-49 e | 0,00 MJ | 0,12                | 18,60                    | 0,000        | 89,99°      | 0,14 RJ |